# Się masz, Vern!
Się masz, Vern! (ang. Hey Vern, It’s Ernest!, 1988) – amerykański serial fabularny.

## Obsada
- Bruce Arntson – Existo
- Mark Goldman
- Denice Hicks
- Debi Derryberry
- Mac Bennett
- Bill Byrge – Bobby
- Daniel Butler –
  - Willie the Homemade Robot,
  - Earl the Barber
- Jackie Welch – Pani Simon Simmons
- Jim Varney – Ernest P. Worrel
- Gailard Sartain –
  - Chuck,
  - Lonnie Don,
  - Matt Finish

## Spis odcinków
| N/o            | Polski tytuł | Angielski tytuł             |
| -------------- | ------------ | --------------------------- |
|                |              |                             |
| SERIA PIERWSZA |              |                             |
|                |              |                             |
| 01             |              | Hey Vern, It’s Outer Space  |
|                |              |                             |
| 02             |              | Hey Vern, It’s Clothing     |
|                |              |                             |
| 03             |              | Hey Vern, It’s Scary Things |
|                |              |                             |
| 04             |              | Hey Vern, It’s Movies       |
|                |              |                             |
| 05             |              | Hey Vern, It’s Magic        |
|                |              |                             |
| 06             |              | Hey Vern, It’s Sports       |
|                |              |                             |
| 07             |              | Hey Vern, It’s Pets         |
|                |              |                             |
| 08             |              | Hey Vern, It’s Hobbies      |
|                |              |                             |
| 09             |              | Hey Vern, It’s Food         |
|                |              |                             |
| 10             |              | Hey Vern, It’s Holidays     |
|                |              |                             |
| 11             |              | Hey Vern, It’s School       |
|                |              |                             |
| 12             |              | Hey Vern, It’s Lost & Found |
|                |              |                             |
| 13             |              | Hey Vern, It’s Talent       |
|                |              |                             |